# Daniel Colindres
Daniel Colindres (Alajuela, 10 gennaio 1985) è un calciatore ed ex giocatore di calcio a 5 costaricano, attaccante del Municipal Liberia.

## Carriera

### Club
A 25 anni passa dalla squadra riserve alla prima squadra del Deportivo Saprissa e nel giro di un paio d'anni si ritaglia uno spazio nel reparto offensivo del club, arrivando in doppia cifra in due stagioni consecutive tra il 2016 e il 2018.

### Nazionale
Il 2 settembre 2011 esordisce nella nazionale costaricana nella sfida vinta per 1-0 contro gli Stati Uniti. 
Nel maggio del 2018 è convocato al Mondiale del 2018.

## Palmarès

### Club
- Campionato costaricano: 4

Saprissa: Verano 2014, Invierno 2014, Invierno 2015, Invierno 2016
- Campionato bengalese: 1

Bashundhara Kings: 2019